# غرن غضروفي مخاطاني
غرض غضروفي مخاطاني (بالإنجليزية: Myxoid chondrosarcoma)‏ هو أحد أنواع الغرن الغضروفي، ويرتبط مع جين الاندماج t(9;22) (q22;q12) EWS/CHN.